# Antônio Roberto de Sousa Paulino

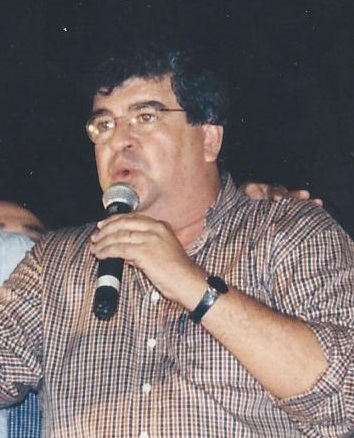
Roberto Paulino en 2015.

Antônio Roberto de Sousa Paulino (Guarabira, 20 de julio de 1951) es un político brasileño, que fue gobernador del Estado de Paraíba.
Fue el vicegobernador de José Maranhão cuando éste gobernó el estado, y al renunciar Maranhão para presentarse a senador, obtuvo Paulino la gobernadoría del estado. Se presentó a las elecciones a la gobernadoría del 2002 pero fue derrotado en la segunda vuelta por Cássio Cunha Lima.
| Predecesor: José Maranhão | Gobernador del estado de Paraíba 2002 - 2003 | Sucesor: Cássio Cunha Lima |

- Datos: Q10363414
- Multimedia: Roberto Paulino / Q10363414